# Piaget SA
Piaget SA je švýcarská firma zabývající se výrobou luxusních hodinek a klenotů, kterou založil v roce 1874 Georges Piaget v obci La Côte-aux-Fées na západě Švýcarska. Majitelem firmy je švýcarská skupina Richemont, která se specializuje na produkty luxusních značek.

## Historie

### Prvopočátky (1874–1942)
V roce 1874 Georges Edouard Piaget vybudoval svoji první dílnu na rodinné farmě v oblasti švýcarského pohoří Jura ve vesnici La Côte-aux-Fées. Firma Piaget se zaměřila na výrobu kapesních hodinek a hodinářských strojků, které u ní objednávaly známé značky. Jméno Piaget se brzo stalo známé i mimo oblast města Neuchâtel. V roce 1911 převzal vedení rodinné firmy Timothée Piaget, syn George Piageta. Od této chvíle se manufaktura zaměřila na výrobu náramkových hodinek.

### Ochranná známka (1943–1955)
Na podnět vnuků zakladatele Géralda a Valentina Piageta byla značce Piaget udělena v roce 1943 ochranná známka. Od této chvíle zahájila manufaktura v La Côte-aux-Fées výrobu podle vlastních návrhů a začala se orientovat na zahraniční trhy. Díky své expanzi otevřela rodinná firma v roce 1945 další manufakturu, stále ještě v La Côte-aux-Fées, která se více zaměřila na inovaci a na extrémně tenké mechanismy.

### Extratenké mechanismy a klenotnictví (1956–1963)
V roce 1957 přišla manufaktura v La Côte-aux-Fées s kalibrem 9P, prvním výjimečně tenkým mechanickým strojkem s ručním natahováním (tloušťka pouhé 2 mm). V roce 1960 vyvinuli hodinářští mistři v Piagetově manufaktuře kalibr 12P, který byl se svými 2,4 mm nejtenčím automatickým strojkem na světě (oficiálně zapsaným v Guinnessově knize rekordů).
Kolekce Piaget začala nabývat na rozmanitosti. Kromě hodinek ve formě mincí, prstenů, broží nebo manžetových knoflíčků vytvořila firma Piaget první soupravy svých klenotů. V roce 1957 byla zahájena výroba pánských hodinek Emperador, které se staly vlajkovou lodí firmy. Expanze přiměla společnost otevřít další manufakturu v Ženevě, orientovanou pouze na klenotnictví, a v roce 1959 pak první vlastní butik.

### Rozmach (1964–1987)
Klenotnická činnost si rychle dobyla mezinárodní uznání díky takovým osobnostem, jako byli Jackie Kennedy, Gina Lollobrigida a Andy Warhol. V roce 1964 představil Piaget první hodinky s číselníkem z polodrahokamů (lapis lazuli, turmalín, onyx a také tygří oko). Poté Piaget zahájil výrobu náramkových hodinek, které se staly symbolem přesného hodinářství. V roce 1976 se objevil kalibr 7P, nejmenší kvartzový mechanismus své generace.
Hodinky Piaget Polo v avantgardním stylu přišly v roce 1979 a staly se ikonou značky. Stejný úspěch potkal i modelovou řadu Dancer, jejíž výroba byla zahájena v roce 1986. Pod vedením Yvese Piageta pokračovala firma od roku 1980 v kultivaci výjimečného vkusu a značka si vydobyla statut „klenotníka mezi hodináři“.

### Fúze (1988–2000)
V roce 1988 koupila manufakturu Piaget skupina Vendôme, nyní Richemont, orientující se v podnikání na luxusní značky. V 90. letech byla zahájena výroba nových modelových řad jako je Possession, Tanagra, Limelight a Miss Protocole s vyměnitelnými náramky. V hodinářské oblasti přišel Piaget s modelem Altiplano a v roce 1999 se znovu vrátil ke své klasice, modelové řadě Emperador. Příklady vysokého hodinářství s komplikacemi (Haute horlogerie compliquée) jsou soustředěny do jediné kolekce s názvem Black Tie.

### Nové mechanismy (2001–2008)
V roce 2001 byla otevřena nová manufaktura Piaget v Plan-les-Ouates u Ženevy. Výrobu mechanismů měla nadále na starosti historická kolébka rodiny v La Côte-aux-Fées. V nové budově našlo místo více než 40 hodinářských a klenotnických profesí. V témže roce Piaget omladil hodinky Polo ze 70. let a zahájil výrobu modelové řady Magic reflections.
Manufaktura rozvinula výrobu několika řad mechanických strojků a v roce 2002 přišla s prvním mechanismem typu „tourbillon manufacture Piaget“, kterým je kalibr 600P, nejtenčí tourbillon na světě o síle pouhých 3,5 mm. V roce 2004 Piaget oslavil 130. výročí svého založení.

## Know-how
Piaget vlastními silami zajišťuje vývoj, rozvoj a výrobu svých mechanických strojků. Manufaktura existuje od roku 1874 a je v ní soustředěno více než 40 profesí, od vývoje po expedici, ať již jde o hodinky s komplikacemi nebo soupravy tzv. vysokého šperkařství (haute joaillerie).

### Extratenké mechanismy
Piaget patří k prvním průkopníkům extratenkých mechanismů se svým manuálním mechanismem 9P a automatickým mechanismem 12P, oba byly ve své kategorii nejtenčí na světě, a to v roce 1957 a 1960. Posloužily jako inspirace při zrodu moderních typů 430P, 450P a 438P o síle pouhých 2,1 milimetru. Tyto inovace byly použity zejména v modelové řadě Altiplano.

### Tourbillon
Vývoj tohoto mechanismu trval déle než 3 roky. Výsledkem výzkumu je kalibr 600P, nejtenčí tourbillon na světě (tloušťka 3,5 mm). Jeho pouzdro je obzvlášť sofistikované: je tvořen 42 miniaturními součástkami, včetně 3 titanových můstků a váží pouhé 0,2 gramy. Jde o tzv. létající tourbillon – spočívá na jediné ose a nad ním je logo P, což ještě ztěžuje vyvážení. Pro dosažení maximální spolehlivosti je montáž a osazení každého kalibru 600P svěřováno vždy jen jednomu mistru hodináři.

### Tourbillon Skelet
Tourbilon Skelet patří k symbolickým komplikacím značky Piaget a je příkladem nejtenčího tvaru na světě (tloušťka pouhých 3,5 milimetrů). Je rozdělen na 60 dílků představujících sekundy a giloš ve tvaru slunce září z pouzdra tourbillonu. Jde o zlatý model osázený drahými kameny. Každý z mechanismů s tourbillonem skelet, který je chráněn několika patenty, je montován a usazován vždy jen jedním mistrem hodinářem.

### Retrográdní mechanismus
Kalibr 560P je mechanický strojek s automatickým natahováním, který byl navržen, vyvinut a vyroben vlastními silami Manufaktury Piaget a je vybaven komplikovaným mechanismem zpětného pohybu sekundové ručičky. Ručička se pohybuje po kruhu až k dvanácté hodině a pak se okamžitě vrací do výchozího bodu. Umělecké zpracování tohoto modelu trvá 24 měsíců: používá se dekoru kruhových ženevských pruhů, perleťovaná platina číselníku, zkosení a protažení můstků a modřené šroubky.

### Automatické mechanismy
Nová generace mechanických strojků s automatickým natahováním byla uvedena na trh v roce 2006. Kalibr 800P s indikací hodin a minut, centrální sekundovou ručičkou a velkou datumkou je opatřen dvěma pérovníky zaručujícím rezervu chodu 72 hodin. Tento 12 řádkový kalibr představující průměr 26,8 milimetrů, má tradiční frekvenci 21 600 kyvů za hodinu (3 Hz) a seřízení je zajišťováno kyvadélkem na šroubek. Variantní model 850P nabízí na dvou subčíselnících malou sekundovou ručičku a druhé časové pásmo. Indikátor denní doby (den/noc) je synchronizovaný s centrálním časovým pásmem pro úplnost informací.

### Smaltování
Piaget stále udržuje umění malby miniatur za pomoci tradiční techniky. Umělecký smaltér používá hrubých smaltů, jejichž mletím a čištěním získává velmi jemný prášek, který pak mísí s esencemi a oleji a získává tak celou paletu barev. Jednotlivé velmi jemné vrstvy smaltu nanášené štětečkem jsou po jedné vytvrzovány v peci za teploty nad 800 °C. Každý smalt musí projít pecí asi dvacetkrát, aby bylo dosaženo naprosté stálosti smaltovaného barevného povrchu.

### Klenotnická dílna
Piagetova klenotnická dílna je největší a nejvýznamnější v Ženevě. Veškeré kameny jsou řezány, upravovány a zasazovány ručně. Stejně je tomu, i pokud jde o výběr diamantů a drahých kamenů. Diamanty například splňují požadavky na barvu (stupně D až G) a na čistotu (IF až VVS). Diamanty jsou velmi přísně kontrolovány podle interního postupu, pokud jde o jejich barvu, velikost, čistotu a karátovou váhu. Klenotnická dílna Piaget je členem „Council for Responsible Jewellery Practices“ a „Kimberley Process Certification Scheme“, což zajišťuje nekonfliktní původ produkce diamantů.

## Kolekce

### Hodinky
- Black Tie
- Altiplano
- Upstream
- Piaget Polo
- Dancer
- Possession
- Miss Protocole
- Limelight
- Creative Collection

### Klenoty
- Possession
- Wedding
- Hearts & Charms
- Miss Protocole
- Magic Gardens of Piaget
- Limelight
- Creative Collection

## Události a sponzoring

### Spirit Awards
V roce 2008 byla firma Piaget sponzorem Spirit Awards, amerického festivalu, který se věnuje nezávislému filmu. Slavnostní předávání cen se konalo 23. února 2008 v Santa Monice v Kalifornii.
Vítězi a držiteli Spirit Awards se stali:
- Nejlepší film: Juno od Jasona Reitmana
- Nejlepší režie: Julian Schnabel – Skafandr a motýl
- Nejlepší scénář – The Savages (Divoši)
- Nejlepší herečka: Ellen Page – Juno
- Nejlepší herec: Philip Seymour Hoffman – The Savages
- Nejlepší vedlejší ženská role: Cate Blanchett – I’m Not There
- Nejlepší vedlejší mužská role: Chiweteil Ejiofor
- Nejlepší zahraniční film: Once (Irsko) od Johnyho Carney
- Nejlepší premiéra: The Lookout od Scotta Franka

### Velvyslanci značky
Značka Piaget si za svoji celosvětovou velvyslankyni zvolila Maggie Cheung, modelku a později i herečku, která získala tak významné ceny jako Stříbrného medvěda na Berlínském festivalu a Cenu za nejlepší ženský herecký výkon v Cannes.
Francouzský fotograf Patrick Demarchelier byl vybrán, aby zvěčnil chvíli, kdy byla Maggie Cheung jmenována velvyslankyní značky Piaget. Patrick Demarchelier byl fotografem mnoha celebrit jako je Madonna, Nicole Kidman, David Bowie, Paul Newman, Christy Turlington a Elizabeth Hurley.

### Butiky Piaget
Značka Piaget je přímo zastoupena v 84 zemích a má 800 butiků v různých zemích světa. Nejreprezentativnější butiky lze nalézt v centru velkých metropolí:
- Piaget Paříž – náměstí Vendôme, zahájil činnost v roce 1992 a je umístěn v samotném srdci luxusu hlavního města Francie

- Piaget Monako – Beaux Arts, byl otevřen v roce 1980 na avenue des Beaux arts

- Piaget Berlín – Kurfürstendamm, od roku 2002

- Piaget Palm Beach – South County Road, na břehu oceánu

- Piaget Miami – Collins Avenue v centru Miami, v samém srdci Floridy

- Piaget New-York – Pátá avenue na Manhattanu

- Piaget Las Vegas – Hotel Palazzo, butik v hráčské metropoli symbolizuje rozvoj značky Piaget na mezinárodní úrovni

## Ceny a ocenění

### Získaná ocenění
V průběhu své historie získala společnost Piaget mnoho různých ocenění.
- V roce 2000 porota Montres Passion udělila cenu „Hodinky roku“ modelu Emperador[8].

- Na Grand Prix d’Horlogerie v Ženevě byla cena pro výjimečně tenké hodinky „Prix de la montre extra-plate“ udělena v roce 2002 hodinkám Piaget 1967 [9] a v roce 2003 hodinkám Altiplano XL [10].

- Na Grand Prix d'Horlogerie v Ženevě získal Piaget v roce 2006 cenu za dámské klenotnické hodinky Prix de la Montre Joaillerie Dame, a to za model Limelight Party [11].

- V roce 2006 byly hodinky Limelight Party časopisem Vogue Joyas Spain zvoleny nejkrásnějšími hodinkami roku.[12]

- Hodinky Piaget Polo Chronograph byly zvoleny Hodinkami roku 2007 v kategorii Chronograf porotou francouzského časopisu La Revue des Montres.[13]

- Model Emperador získal cenu Pánské hodinky roku 2007 (Middle East Watch of the Year Awards 2007) udělovanou časopisem Alam Assaat Wal Moujawharat.[14]

- Hodinky Limelight Party secret watch byly označeny jako Hodinky roku 2007 v kategorii dánských hodinek belgickým časopisem Passion des Montres.[15]

### Cena Piaget pro nejlepšího šperkaře a klenotníka
V roce 2005 založila firma Piaget Cenu pro nejlepšího šperkaře a klenotníka. Tato cena je udělována nejlepšímu absolventovi učebního oboru ukončeného výučním listem Certificat Fédéral de Capacité. Prvním absolventem, který tuto cenu získal, byl Dorian Recordon.